# أوبرشتامهايم
أوبرشتامهايم (بالألمانية: Oberstammheim) هي إحدى بلديات مقاطعة أندلفينغن في كانتون زيورخ في سويسرا. تبلغ مساحتها 9.36 كيلومتر مربع، ويقدر عدد سكانها بـ 1197 نسمة (حسب تعداد ديسمبر 2017).

## أعلام
- يوجين هوبر